# Guelta de Archei
O guelta de Archei (em francês:  guelta d'Archei é um guelta no planalto do Ennedi, no nordeste do Chade.
É considerado como um dos mais importantes gueltas do Saara.
Numa parte deste subsiste uma população residual, totalmente isolada, de crocodilos-do-deserto (ou crocodilos-da-áfrica-ocidental) testemunho de períodos húmidos anteriores como os que ocorreram de há 10 000 a 7500 anos, de há 6500 a 4500 anos e de há 3500 a 3000 anos.
É um local muito isolado, fora das rotas mais percorridas no Saara. Atingi-lo por terra demora quatro dias em viatura todo-o-terreno 4x4 a partir de n'Djamena, a capital do Chade.